# Associació de Municipis per la Independència
De Associació de Municipis per la Independència (AMI) ofwel de 'Vereniging van Gemeenten voor de Onafhankelijkheid' is een vereniging in autonome regio Catalonië (Spanje). Het is een groepering van gemeenten en andere lokale besturen die voorstander zijn van de onafhankelijkheid van Catalonië. De vereniging werd op 14 december 2011 officieel, in aanwezigheid van 156 burgemeesters opgericht.
De AMI is zeer snel gegroeid. Op 15 juli 2015 hadden zich al 715 gemeenten (op een totaal van 948) aangesloten. Toen in juli 2015 beslist werd ook andere lokale besturen als lid toe te laten volgden spoedig 30 comarca's, het provinciebestuur van Lleida en 6 deelgemeenten.

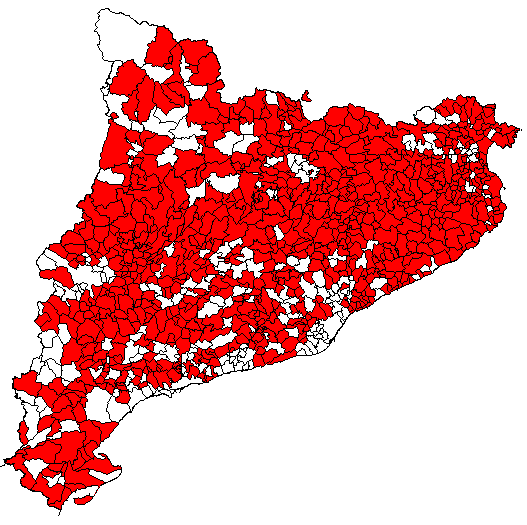
Aangesloten gemeenten (15/7/2015)
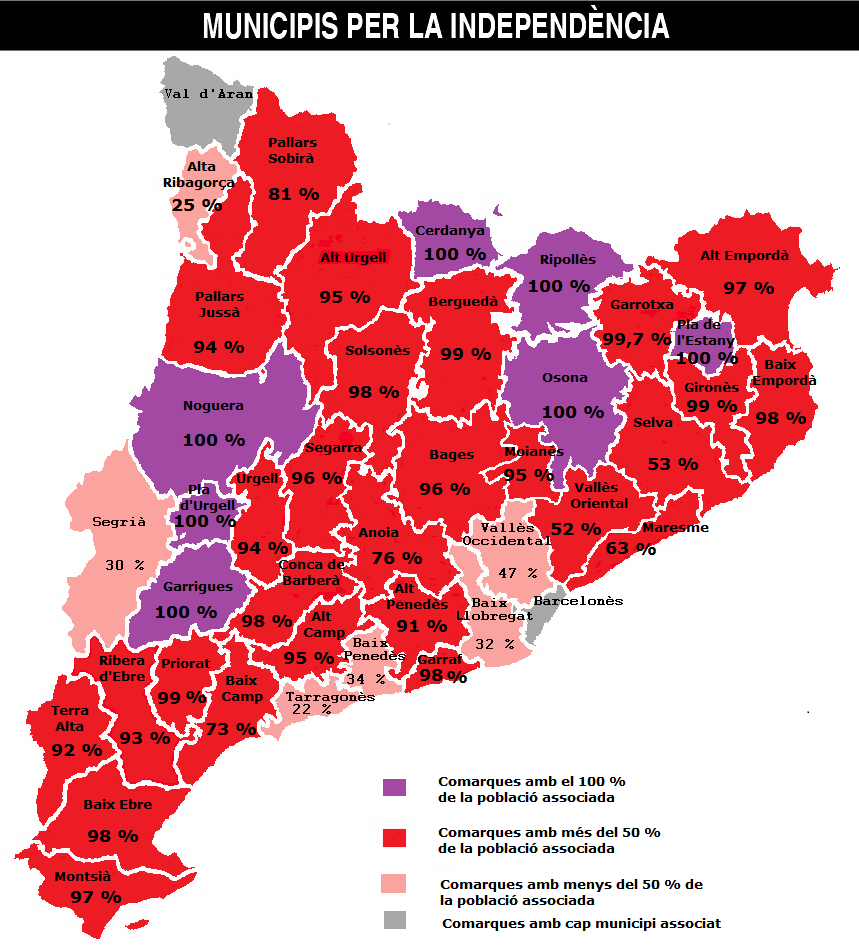
Percentage van de sympathiserende bevolking per comarca (15/7/2015)

## Geschiedenis
De eerste stappen werden gezet op 8 september 2011 door de gemeenteraad van Arenys de Munt, na een voorstel van de burgemeester van Vic, Josep Maria Vila d'Abadal i Serra, Convergència i Unió (CiU). In Arenys de Munt werd het voorstel gesteund door de Candidatura d'Unitat Popular  (CUP), Convergència i Unió (CiU) en Esquerra Republicana de Catalunya (ERC), de socialisten van de Partit dels Socialistes de Catalunya (PSC) onthielden zich en de Partit Popular stemde tegen. De gemeenteraad van Vic volgde twee dagen later, waarbij de PSC zich onthield en extreem rechts (Plataforma per Catalunya (PxC) tegenstemde.
Het project is een uitloper van de onofficiële referenda die verschillende gemeenten, na een eerste initiatief van Arenys de Munt vanaf september 2009 georganiseerd hadden, ondanks de sterke tegenkanting van de hogere besturen. Die referenda waren een reactie op de vele amendementen waarmee het Constitutioneel hof het nieuwe Catalaanse autonomiestatuut uit 2006, dat het regionale Parlement met een grote meerderheid had goedgekeurd, ingeperkt had. Het gebrek aan compromisbereidheid uit Madrid heeft de catalanistische beweging geradicaliseerd. In plaats van hervormingen binnen het bestaande systeem gaan steeds meer stemmen op voor onafhankelijkheid. Zelfs de voorzichtige reformist en voormalige president, Jordi Pujol i Soley heeft zijn opinie veranderd. De eerder genoemde burgemeester van Vic en zijn collega van El Port de la Selva, Josep Maria Cervera i Pinart, zijn de drijvende krachten achter de actie.

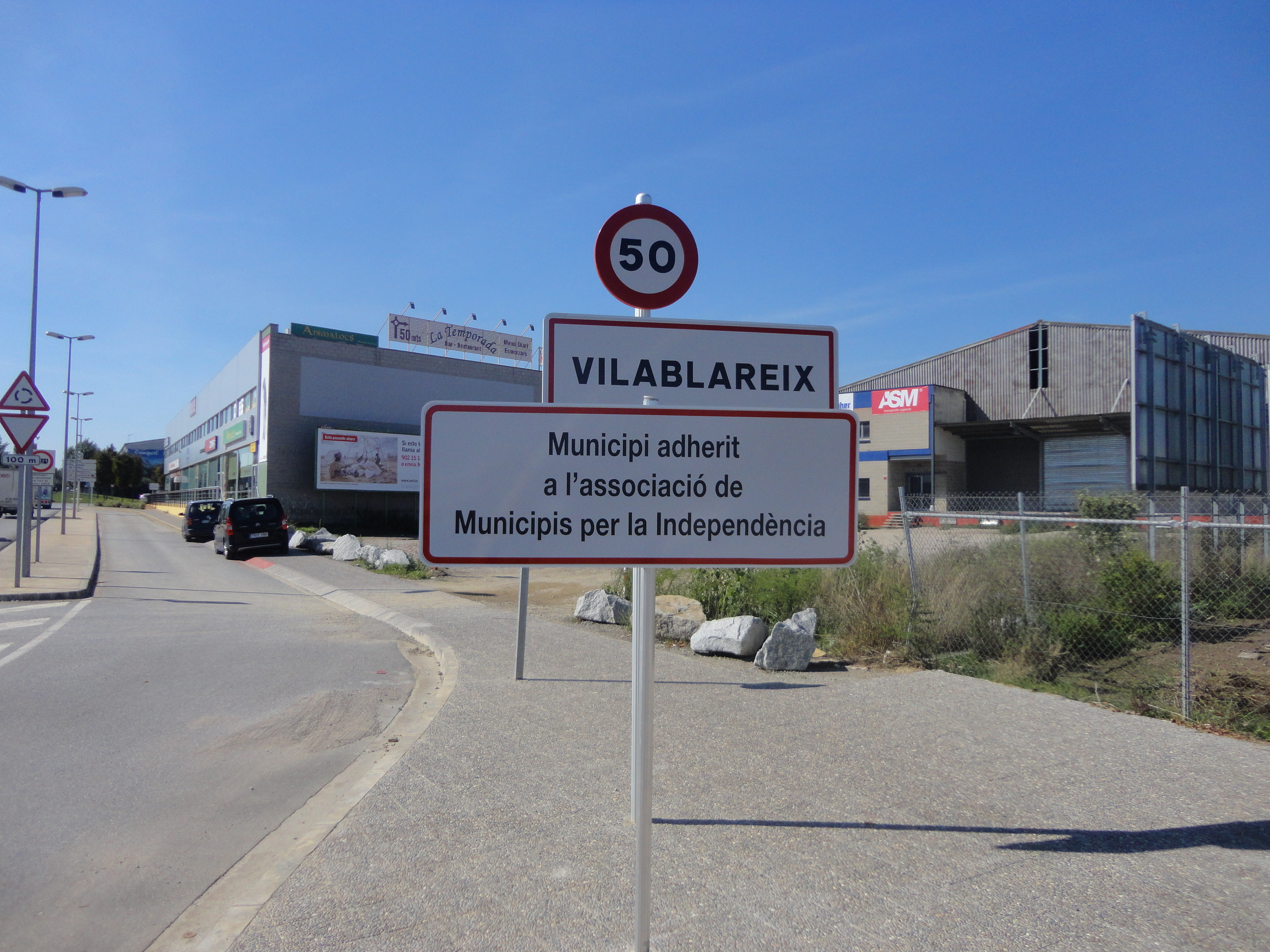
Een bord aan de ingang van Vilablareix

 Op 10 mei 2012 kwam het tot een anekdotische strijd tussen het regionale Ministerie van ruimtelijke ordening en duurzame ontwikkeling die aan het gemeentebestuur van Vilablareix beval de vermelding "lid van de AMI" op de naamborden bij de ingang van de gemeente te verwijderen, aangezien deze borden "eigendom van de Generalitat" waren. De burgemeester, Lluís Miquel Recoder i Miralles heeft geweigerd en daarbij de volle steun van honderden collega's uit de AMI gekregen.
In samenwerking met de werkgeversvereniging Cercle Català de Negocis organiseert AMI conferenties om te informeren over de economische voordelen van een nieuwe staatsstructuur. Op 10 juli 2012 heeft AMI met Òmnium Cultural een akkoord gesloten waarbij ze afgesproken hebben hun krachten te bundelen om steun de krijgen voor een algemeen referendum voor te onafhankelijkheid. Samen zijn ze zeer actief in de Assemblea Nacional Catalana voor de mobilisatie voor de betoging die op de Catalaanse nationale feestdag op 11 september 2012, die de grootste uit de geschiedenis van Catalonië geworden is. Na het Akkoord over de volksraadpleging in het Catalaanse Parlement van 12 december 2013 heeft het merendeel van de leden van de vereniging zijn steun aan het initiatief betuigd.